# 新西兰女皇教育集团
女皇教育集团（英文：Queens Academic Group）是一所位于新西兰最大城市奥克兰市的学院。
女皇教育集团下有女皇语言学校、女皇预科中心、女皇工商学院三部分。